# Communauté de communes Maremne Adour Côte Sud
Die Communauté de communes Maremne Adour Côte Sud ist ein französischer Gemeindeverband mit der Rechtsform einer Communauté de communes im Département Landes in der Region Nouvelle-Aquitaine. Sie wurde am 21. Dezember 2001 gegründet und umfasst 23 Gemeinden. Der Verwaltungssitz befindet sich im Ort Saint-Vincent-de-Tyrosse.

## Mitgliedsgemeinden
| Gemeinde                                      | Einwohner 1. Januar 2022 | Fläche km² | Dichte Einw./km² | Code INSEE | Postleitzahl |
| --------------------------------------------- | ------------------------ | ---------- | ---------------- | ---------- | ------------ |
| Angresse                                      | 2.241                    | 7,68       | 292              | 40004      | 40150        |
| Azur                                          | 973                      | 16,94      | 57               | 40021      | 40140        |
| Bénesse-Maremne                               | 3.733                    | 18,69      | 200              | 40036      | 40230        |
| Capbreton                                     | 9.218                    | 21,75      | 424              | 40065      | 40130        |
| Josse                                         | 1.003                    | 9,48       | 106              | 40129      | 40230        |
| Labenne                                       | 7.095                    | 24,48      | 290              | 40133      | 40530        |
| Magescq                                       | 2.602                    | 77,12      | 34               | 40168      | 40140        |
| Messanges                                     | 1.038                    | 34,00      | 31               | 40181      | 40660        |
| Moliets-et-Maa                                | 1.303                    | 27,66      | 47               | 40187      | 40660        |
| Orx                                           | 650                      | 11,89      | 55               | 40213      | 40230        |
| Saint-Geours-de-Maremne                       | 2.946                    | 42,90      | 69               | 40261      | 40230        |
| Saint-Jean-de-Marsacq                         | 1.810                    | 26,40      | 69               | 40264      | 40230        |
| Saint-Martin-de-Hinx                          | 1.749                    | 25,48      | 69               | 40272      | 40390        |
| Saint-Vincent-de-Tyrosse                      | 8.051                    | 20,98      | 384              | 40284      | 40230        |
| Sainte-Marie-de-Gosse                         | 1.228                    | 26,54      | 46               | 40271      | 40390        |
| Saubion                                       | 1.806                    | 7,80       | 232              | 40291      | 40230        |
| Saubrigues                                    | 1.605                    | 21,44      | 75               | 40292      | 40230        |
| Saubusse                                      | 1.099                    | 10,53      | 104              | 40293      | 40180        |
| Seignosse                                     | 3.914                    | 35,09      | 112              | 40296      | 40510        |
| Soorts-Hossegor                               | 3.669                    | 14,51      | 253              | 40304      | 40150        |
| Soustons                                      | 8.445                    | 100,38     | 84               | 40310      | 40140        |
| Tosse                                         | 3.455                    | 17,94      | 193              | 40317      | 40230        |
| Vieux-Boucau-les-Bains                        | 1.682                    | 4,25       | 396              | 40328      | 40480        |
| Communauté de communes Maremne Adour Côte Sud | 71.315                   | 603,93     | 118              | –          | –            |